# 大东区
大东区是中华人民共和国辽宁省沈阳市的城区之一，位于沈阳市东部。區人民政府駐津橋路20號。

## 行政区划
大东区下辖10个街道办事处：
大北街道、万泉街道、文官街道、二台子街道、津桥街道、东站街道、长安街道、东塔街道、上园街道和前进街道。

## 人口
截至2020年11月，大東區常住人口為75.49萬人。全區人口與2010年第六次全國人口普查的78.28萬人相比，10年共減少2.79萬人，減少3.57%。年平均減少率為0.36%。全區共有家庭户32.29萬户，集體户1.64萬户，家庭户人口為68.52萬人，集體户人口為6.96萬人。平均每個家庭户的人口為2.12人，比2010年第六次全國人口普查的2.56人減少0.44人。

## 特产
老龙口白酒：中国地理标志产品。